# آوب
آيوب (بالألمانية: Aub) هي بلدة ألمانية تقع في ألمانيا في بافاريا في منطقة Würzburg . تقع على بعد 29 كم (18 ميل) جنوب شرق فورتسبورغ ، و 21 كيلومتراً (13 ميل) شمال غرب روتنبورغ أب دير تاوبر .
يقع على نهر غولاج ، وليست بعيدةً عن حدود بادن-فورتمبيرغ . تنقسم آوب إلى ثلاثة أجزاء: Aub ، Baldersheim ، و Burgerroth.

## المدن التوأمة
مدينة Wrixum هي مدينة توأمة لـآيوب.

## أعلام
- يوهان آدم شميت